# Калинова вулиця (Дніпро)
Калинова вулиця в Амур-Нижньодніпровському й Індустріальному районах Дніпра.
Починається у проспекту Петра Калнишевського на сході й закінчується за Янтарною вулицею проїзним шляхом на житловий район Лівобережний. Довжина — 3200 метрів. Вулиця лежить у козацькому урочищі Кучугури, катеринославському робітничому селищі Султанівка (у радянські часи називалося  Старе Клочко), радянському селищі Червоний Металіст. На північ від вулиці селище радянської приватної забудови Нове Клочко. 2016 року міська влада прийняла назву для Нового Клочко — Калинове.

## Історія
За радянської влади 1985 року Калинова вулиця була перейменована на честь партійно-державного діяча Олексія Ватченка, що помер 1984 року. У зв'язку з незгодою населення й зміною ставлення комуністичної партії до народу за часів Перебудови назву вулиці Калинова було повернуто 1986 року.

## Будівлі
- Індустріальний ринок,
- № 8д — торговий центр «Наутілус»,
- № 9а — торговий центр «Міріада»,
- Калиновий ринок,
- Квітковий ринок,
- № 41 — 2-й корпус ДПТНЗ «Дніпропетровський центр професійної освіти»,
- № 80а — Образцовий ринок,
- № 87 — АТП-11205,
- № 90/109 — філія № 21 Дніпровської міської бібліотеки[1][2].

## Перехресні вулиці
- проспект Петра Калнишевського
- Яскрава вулиця
- Дебалцівська вулиця
- Слобожанський проспект
- Артеківська вулиця
- вулиця Юлії Залюбовської
- Решетилівська вулиця
- Обоянська вулиця
- вулиця Івана Пулюя
- Хабаровська вулиця
- вулиця Академіка Образцова
- Янтарна вулиця
- вулиця Петра Бикова
- Яскрава вулиця

## Транспорт
Від Слобожанського проспекту до кінця ходять тролейбуси маршрутів № 17, 20, автобус 38 та численні маршрутні таксі.